# Genoscope
 (août 2014).
Si vous disposez d'ouvrages ou d'articles de référence ou si vous connaissez des sites web de qualité traitant du thème abordé ici, merci de compléter l'article en donnant les références utiles à sa vérifiabilité et en les liant à la section « Notes et références ».
Le Genoscope est un centre national de séquençage français situé sur la Génopole d'Évry avec des laboratoires de recherche académique, des entreprises de biotechnologies et l'Université d'Évry. Il est actuellement dirigé par Patrick Wincker.

## Historique
En janvier 1997, le  « Centre National de Séquençage » est créé sous la forme d'un Groupement d’Intérêt public (GIP) pour 10 ans.
En juillet 2002 le Genoscope est intégré au sein du GIP « Consortium National de Recherche en Génomique » (CNRG), qui réunit également le Centre National de Génotypage (CNG) et le Réseau National des Genopoles (RNG).
Le Genoscope et le CNG sont réunis en mai 2007 au sein d’un huitième institut du CEA dénommé l’Institut de Génomique (IG), le Genoscope en devenant un département, et rattaché à la Direction des Sciences du Vivant. En 2017, l'Institut de Biologie François-Jacob (IBFJ) succède à l'IG

## À propos du Genoscope
« Après avoir été l'un des acteurs du projet génome humain, le Genoscope met aujourd'hui le cap vers la génomique environnementale. L'exploitation des données de séquences, prolongée par l'identification expérimentale des fonctions biologiques, notamment dans le domaine de la biocatalyse, ouvrent des perspectives de développements en biotechnologie industrielle. C'est dans une logique de développement durable que le Genoscope cherche des solutions biologiques dans la chimie de synthèse, afin de la rendre moins polluante et moins consommatrice d'énergie et de carbone fossile. »

— Jean Weissenbach